# 石太旅客専用線
石太旅客専用線（せきたいりょかくせんようせん、中文表記: 石太客运专线、英文表記: Shijiazhuang-Taiyuan Passenger Railway）は中華人民共和国河北省石家荘市と山西省太原市を結んでいる高速鉄道路線。2005年6月11日に着工され、2009年1月1日に竣工開通し、同年4月1日の全国ダイヤ改正時に正式に開業した。

## 概要
路線の全長は189km、建設費は126.37億元である。設計最高速度は250km/hであるが、現在の営業最高速度は210km/hである。石太線では約5時間かかっていた石家荘・太原間を約1時間で結ぶ。石太旅客専用線の最長橋梁は東山付近の橋梁で6.5kmである。また、太行山脈を貫く太行山トンネルは27.839kmと中国最長のトンネルである。起点となる大原駅では石太旅客専用線開業に向け駅舎やホーム、検査設備など大規模な改良工事が行われた。路線の運営を行うため2005年10月28日に石太鉄路客運専線有限責任公司が設立されている。

## 駅一覧
- 本線

| 駅名     | 駅名         | 駅名           | 駅間 キロ | 累計 キロ | 接続路線・備考                                    | 所在地 | 所在地   | 所在地   |
| 日本語   | 簡体字中国語 | 英語           | 駅間 キロ | 累計 キロ | 接続路線・備考                                    | 所在地 | 所在地   | 所在地   |
| -------- | ------------ | -------------- | --------- | --------- | ------------------------------------------------- | ------ | -------- | -------- |
| 太原駅   | 太原站       | Taiyuan        |           | 0.0       | ■大西旅客専用線 ■石太線 ■同蒲線 ■太焦線 ■上蘭村線 | 山西省 | 太原市   | 迎沢区   |
| 太原東駅 | 太原东站     | Taiyuan East   | 3         | 3         | ■大西旅客専用線 ■石太線 ■同蒲線 ■上蘭村線         | 山西省 | 太原市   | 杏花嶺区 |
| 東凌井駅 | 东凌井站     | East Lingjing  |           |           |                                                   | 山西省 | 太原市   | 陽曲県   |
| 陽泉北駅 | 阳泉北站     | Yangquan North |           | 121       | ■陽大線（建設中）                                 | 山西省 | 陽泉市   | 盂県     |
| 井陘北駅 | 井陉北站     | Jingxing North |           |           |                                                   | 河北省 | 石家荘市 | 井陘県   |
| 石家荘駅 | 石家庄站     | Shijiazhuang   |           |           | ■石済旅客専用線 ■石太線 ■京広線 ■石徳線           | 河北省 | 石家荘市 | 新華区   |

- 支線

| 駅名       | 駅名         | 駅名               | 駅間 キロ | 累計 キロ | 接続路線・備考 | 所在地 | 所在地   | 所在地 |
| 日本語     | 簡体字中国語 | 英語               | 駅間 キロ | 累計 キロ | 接続路線・備考 | 所在地 | 所在地   | 所在地 |
| ---------- | ------------ | ------------------ | --------- | --------- | -------------- | ------ | -------- | ------ |
| 井陘北駅   | 井陉北站     | Jingxing North     |           |           |                | 河北省 | 石家荘市 | 井陘県 |
| 獲鹿駅     | 获鹿站       | Huolu              |           |           | ■石太線        | 河北省 | 石家荘市 | 鹿泉区 |
| 石家荘西駅 | 石家庄西站   | Shijiazhuang West  |           |           | ■石太線        | 河北省 | 石家荘市 | 新華区 |
| 石家荘北駅 | 石家庄北站   | Shijiazhuang North |           |           | ■石太線        | 河北省 | 石家荘市 | 新華区 |

## 歴史
- 2005年6月11日 - 着工。
- 2007年12月22日 - 太行山トンネル (27.839km) が貫通[2]。
- 2009年1月1日 - 竣工[3]。
- 2009年2月18日 - 試運転開始[4]。
- 2009年4月1日 - 正式営業開始[5]。